# Красне-Малі
Красне-Малі (пол. Krasne Małe) — село в Польщі, у гміні Ясьонувка Монецького повіту Підляського воєводства.
Населення — 56 осіб (2011).
У 1975-1998 роках село належало до Білостоцького воєводства.

## Демографія
Демографічна структура станом на 31 березня 2011 року:
|          | Загалом | Допрацездатний вік | Працездатний вік | Постпрацездатний вік |
| -------- | ------- | ------------------ | ---------------- | -------------------- |
| Чоловіки | 25      | 5                  | 17               | 3                    |
| Жінки    | 31      | 9                  | 12               | 10                   |
| Разом    | 56      | 14                 | 29               | 13                   |